# Dasikatte, Holalkere
Dasikatte là một làng thuộc tehsil Holalkere, huyện Chitradurga, bang Karnataka, Ấn Độ.